# Тарпно (Нижньосілезьке воєводство)
Тарпно (пол. Tarpno) — село в Польщі, у гміні Нехлюв Ґуровського повіту Нижньосілезького воєводства.
Населення — 209 осіб (2011).
У 1975-1998 роках село належало до Лешненського воєводства.

## Демографія
Демографічна структура станом на 31 березня 2011 року:
|          | Загалом | Допрацездатний вік | Працездатний вік | Постпрацездатний вік |
| -------- | ------- | ------------------ | ---------------- | -------------------- |
| Чоловіки | 106     | 24                 | 75               | 7                    |
| Жінки    | 103     | 15                 | 66               | 22                   |
| Разом    | 209     | 39                 | 141              | 29                   |